# BOSS直聘

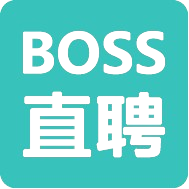
BOSS直聘的标志

BOSS直聘（NASDAQ：BZ、港交所：2076）是中國的一個招聘網站和手機應用程序，由看准科技有限公司持有。BOSS直聘自稱能讓公司人力資源管理者和部門經理与求职者在线聊天。

## 历史
該產品由北京华品博睿网络技术有限公司開發，公司由北京大学校友赵鹏創辦于2013年12月。2014年7月，BOSS直聘的手機應用程序上线。不過BOSS直聘曾捲入李文星事件，2020年11月，新京報報道有人在BOSS直聘上假借招聘名義尋找性伴侶，並在「面試」時對求職者性騷擾。
2021年6月11日，BOSS直聘的持有者看准科技在纳斯达克挂牌上市。
2021年7月5日，设在国家网信办的网络安全审查办公室宣布，按照《网络安全审查办法》，对“BOSS直聘”实施网络安全审查，审查期间“BOSS直聘”停止新用户注册。
2022年12月22日，BOSS直聘的持有者看准科技于香港联合交易所主板上市，股票代号“2076”。

## 外部連結
- 官方网站